# Sophia Barclay
Sophia Barclay Gomes Claudino, más conocida como Sophia Barclay (Guarulhos, 28 de abril de 2000) es una actriz, influencer y cantante transgénero brasileña.

## Vida personal
Sophia nació en Guarulhos, São Paulo, hija de Ana Paula Gomes y Sérgio Claudino. Está casada con el músico Gabriel Miranda y vive en la Zona Oeste de Río de Janeiro.

## Carrera
En 2016, fue destacada en la escuela de samba Acadêmicos de Santa Cruz en el carnaval carioca. En 2021, interpretó a 'Coral' en la película Doce Encanto.

## Controversias
En 2020, Sophia sufrió abuso verbal y discriminación por parte de miembros de la Iglesia Universal del Reino de Dios, lo que llevó a un pedido formal de disculpas por parte de la iglesia. En 2022, acusó al actor Thomaz Costa de transfobia, generando una intensa repercusión. Sophia también hizo acusaciones públicas contra figuras como Flávio Bolsonaro, lo que resultó en una acción judicial.